# Balfour (Dakota del Norte)
Balfour es una ciudad ubicada en el condado de McHenry en el estado estadounidense de Dakota del Norte. En el censo de 2010 tenía una población de 26 habitantes y una densidad poblacional de 20,49 personas por km².

## Geografía
Balfour se encuentra ubicada en las coordenadas 47°57′6″N 100°32′3″O / 47.95167, -100.53417. Según la Oficina del Censo de los Estados Unidos, Balfour tiene una superficie total de 1.27 km², de la cual 1.27 km² corresponden a tierra firme y (0%) 0 km² es agua.

## Demografía
Según el censo de 2010, había 26 personas residiendo en Balfour. La densidad de población era de 20,49 hab./km². De los 26 habitantes, Balfour estaba compuesto por el 96.15% blancos, el 0% eran afroamericanos, el 3.85% eran amerindios, el 0% eran asiáticos, el 0% eran isleños del Pacífico, el 0% eran de otras razas y el 0% pertenecían a dos o más razas. Del total de la población el 3.85% eran hispanos o latinos de cualquier raza.